# Kékhomlokú levélmadár
A kékhomlokú levélmadár (Chloropsis venusta)  a madarak osztályának verébalakúak (Passeriformes) rendjébe és a levélmadárfélék (Chloropseidae) családjába tartozó faj.

## Előfordulása
A Indonézia területén honos, erdők lakója.